# Abdelkebir Khatibi
Abdelkebir Khatibi (El Jadida,  11 februari 1938 - Rabat, 16 maart 2009) was een Marokkaans Franstalig literair criticus en roman- en toneelschrijver.
Khatibi was een vertegenwoordiger van de jonge "generatie van de jaren 1960", die kritisch stond tegenover de sociale en politieke waarden van de Maghreblanden. Hij had filosofie gestudeerd aan de Sorbonne en publiceerde zijn doctoraatsdissertatie, Le Roman maghrébin in 1968. Het werk was een studie van de roman en onderzocht de vraag hoe een romanschrijver kon vermijden om propagandistisch te worden in een postrevolutionaire samenleving.